# Chelonarium australicum
Chelonarium australicum là một loài bọ cánh cứng trong họ Chelonariidae. Loài này được Lea miêu tả khoa học đầu tiên năm 1918.